# Câmera policial individual

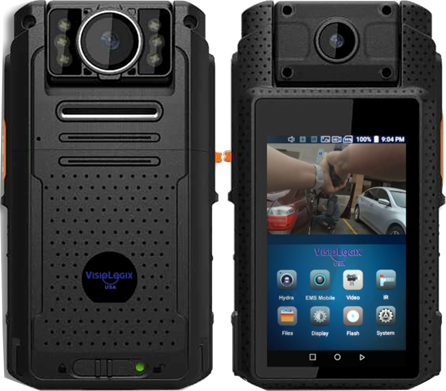
Câmera corporal de lente dupla utilizada por policiais.

Uma câmera policial individual (CPI) ou câmera operacional portátil (COP) é um tipo de câmera acoplada nas fardas dos agentes de segurança pública que permite realizar gravações da atuação policial, a fim de proporcionar uma maior transparência das ações.

## Definição
As câmeras corporais podem ser definidas como pequenos dispositivos móveis que realizam a captura e o registro em áudio e vídeo de tudo o que um policial vê e escuta. Podem ser fixadas em diversas partes do uniforme e podem servir como testemunhas imparciais, facilitando a coleta de evidência digital na ocorrência de um crime. Além disso, também é argumentado que seu uso promove a responsabilidade e o profissionalismo policial.

## Uso
Testado inicialmente no Reino Unido em 2005, o uso de câmeras corporais tornou-se uma tendência global após a implementação em larga escala promovida pelo governo Obama nos Estados Unidos em 2013. Os casos de violência policial que tiveram repercussão internacional impulsionaram a demanda da opinião pública pelo uso das câmeras corporais, como no caso do assassinato de George Floyd em 2020 onde as filmagens coletadas pelas câmeras foram utilizadas no julgamento de Derek Chauvin.

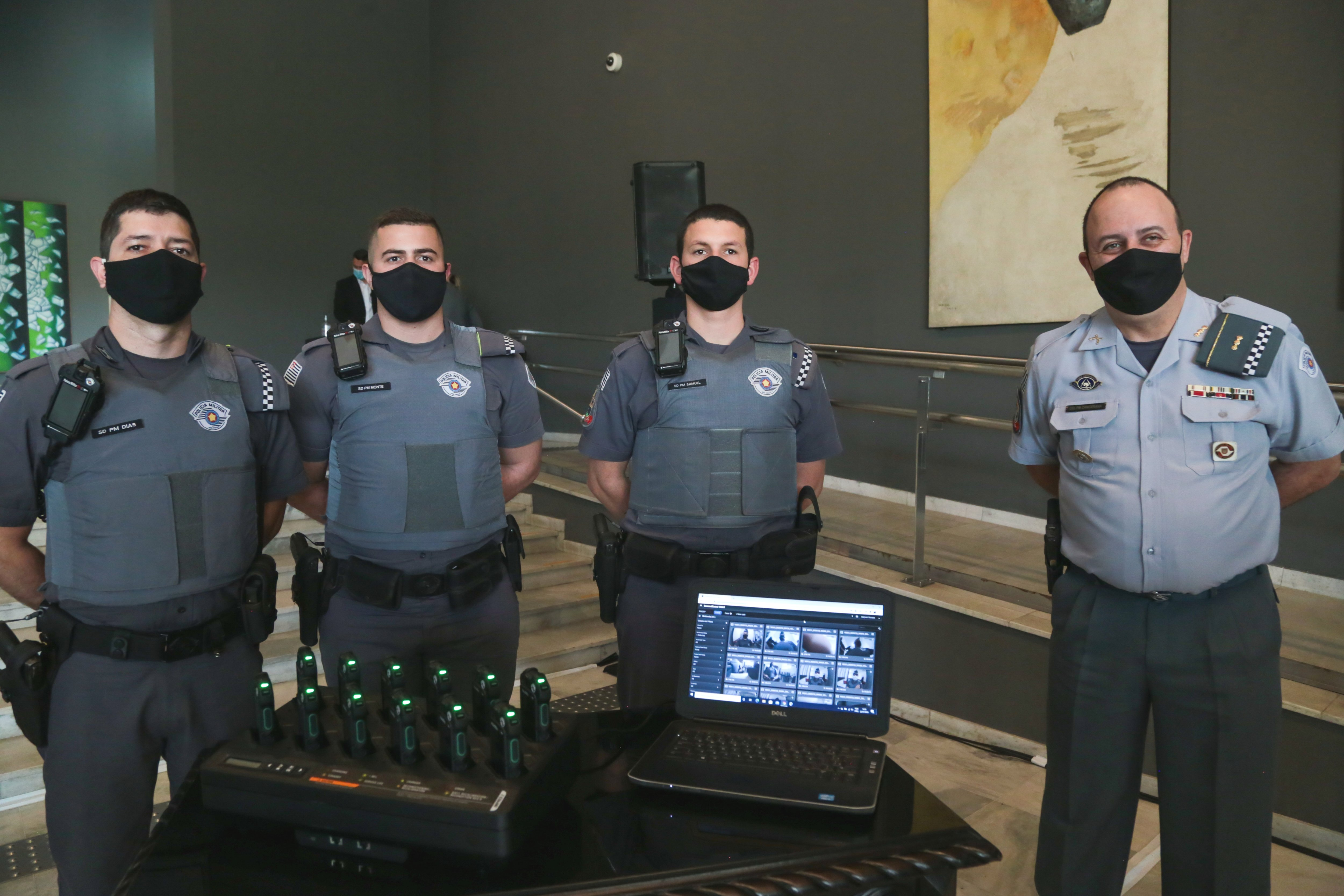
Governo de São Paulo realizou evento para introduzir novas tecnologias à polícia.

### No Brasil
Após testes em 2017, na cidade de Tubarão, as polícias militares do Brasil começaram a implantar o uso das CPIs em julho de 2019, a partir da adoção pela PMSC. Logo em seguida, a PMRO aderiu em agosto do mesmo ano.Em maio de 2021, foi a vez da PMESP e, em 2022, a PMERJ acoplou câmeras aos uniformes pela primeira vez.
As câmeras utilizadas pelas PMs ficam presas em um totem onde as baterias, que tem duração de 12 horas, são carregadas. Cada dispositivo é designado a um só agente, que precisa desbloqueá-lo com reconhecimento facial. Assim que é feito o reconhecimento, as gravações são iniciadas e transmitidas para o Centro de Comando e Controle. As gravações são feitas com resolução média por padrão, porém, é possível ativar o modo HD.
Em São Paulo, o número de mortes em decorrência da atividade policial caiu 46% entre julho e outubro, na comparação com o mesmo período de 2020. Nos batalhões integrantes do programa Olho Vivo, a diminuição da letalidade policial chegou a 85%. Em Santa Catarina, a utilização das câmeras nas fardas resultou em uma queda de 61,2% no uso de força pela PM.